# Thomas Hayter
Thomas Hayter (1702-9 janvier 1762) est ecclésiastique Anglais, qui est évêque de l'Église d'Angleterre et pendant 13 ans, aumônier royal. En tant qu'avocat du parti des Pelhamites et ami du duc de Newcastle, cet homme d'église érudit est à l'apogée de ses pouvoirs dans les années 1750. Tolérant et éclectique, érudit et intelligent, il en vient à symboliser un âge d'or de l'aristocratie pour l'anglicanisme.

## Biographie
Il est né à Chagford, Devon, officiellement le fils de George Hayter. On a souvent prétendu que Lancelot Blackburne est son père, mais il n'y a aucune preuve concluante. Bien qu'il n'ait pas reconnu Hayter comme son fils, il lui laisse une partie importante de sa fortune. Hayter étudie à la Blundell's School de Tiverton et s'inscrit au Balliol College d'Oxford le 30 mai 1720 et obtient son baccalauréat le 21 janvier 1724. Il obtient d'autres diplômes à l'Emmanuel College, Cambridge (MA 1727) et DD (1744) .
Il est ordonné diacre et prêtre en 1727. Il est nommé aumônier privé de l'archevêque Lancelot Blackburne d'York, puis prébendier d'York (1728-1749), prébendaire de Southwell (1728-1749), recteur de Kirkby Overblow, Yorkshire (1729-1749), sous-doyen d'York (1730-1749), archidiacre d'York (1730-1751), recteur d'Etton, Yorkshire (1731), aumônier du roi (1734-1749), vicaire de Kirkby-in-Cleveland, (1737-1749) et prébendier de Westminster (1739-1749). Il est évêque de Norwich de 1749 à 1761. Il est élu membre de la Royal Society en mars 1750.
C'est la mort de Frédéric, prince de Galles, qui précipite sa nomination comme tuteur à la maison de la princesse. En 1751, Hayter est choisi pour remplacer Francis Ayscough comme tuteur du futur George III . L'aversion whigish de la princesse pour ses nombreux enfants est en grande partie imputée aux influences apparemment inspirées des conservateurs de Hayter, souvent interprétées à tort comme espiègles. Néanmoins Hayter reste en faveur à la cour. Sa conduite avec le prince George, le futur roi, lui vaut les éloges du sérieux The Gentleman's Magazine
À la Chambre des lords Hayter adopte une position étonnamment libérale sur le projet de loi sur la naturalisation juive, pour laquelle il est vertement insulté à York. Se sentant faible et fréquemment fiévreux, il rejoint la famille royale lors de leurs déplacements habituels vers les villes thermales de l'ouest de l'Angleterre. En 1758, il prêche un sermon renommé au Guildhall de Londres devant le duc de Devonshire pour inspirer le gouvernement sur le traitement des patients au Foundling Hospital de St Bartholomew's. On le voit prendre les eaux à Malvern dès 1761 pour des douleurs rhumatismales.
Hayter obtient une promotion comme évêque de Londres le 19 septembre 1761 et est nommé conseiller privé la même année. Il est enterré dans le cimetière de l'église All Saints, Fulham, Londres le 16 janvier 1762.